# 러시아의 기 목록
이 문서는 러시아의 기 목록이다.

## 국기
| 기 | 날짜                      | 용도 | 비고                                              |
| -- | ------------------------- | --- | ------------------------------------------------- |
|    | 1705년 ~ 1917년, 1993년 ~ | 1693년부터 민간에서 즐겨 사용하기 시작하였고, 1705년에 표트르 1세 황제의 칙령에 따라 국기로 제정되었다. 1917년 10월 혁명 이후에 폐지되었다가 1991년에 국기로 부활했고, 1993년에 채택되었다. | 가로세로 3:2의 현(現) 비율은 1993년에 제정되었다. |

## 대통령기
| 기 | 날짜     | 용도     | 비고                                                |
| -- | -------- | -------- | --------------------------------------------------- |
|    | 1994년 ~ | 대통령기 | 비율이 1:1이며, 중앙에 러시아의 국장을 넣은 것이다. |

## 군기
해군 선미기와 선수기는 1712년 표트르 1세 황제의 칙령을 통해 제정되었고 1917년에 일어난 10월 혁명 이후에 폐지되었다. 소련이 해체된 해인 1991년에 부활되었다. 승리의 기는 구 소련 때 사용되기 시작한 것으로, 현재 형태는 1996년에 제정된 것이다.
| 기 | 날짜                      | 용도                      | 비고                                              |
| -- | ------------------------- | ------------------------- | ------------------------------------------------- |
|    | -                         | 러시아 국방부의 기        | 러시아의 국방부의 기이다.                         |
|    | -                         | 러시아 연방군의 기 (앞면) | 러시아 연방군의 기의 앞면이다.                    |
|    | -                         | 러시아 연방군의 기 (뒷면) | 러시아 연방군의 기의 뒷면이다.                    |
|    | -                         | 승리의 기                 | 전쟁에서 승리했을 때 쓰는 기이다.                 |
|    |                           | 러시아 육군의 기          | 러시아의 육군기이다.                              |
|    | 1712년 ~ 1917년, 1991년 ~ | 러시아 해군 선미기        | 제국 때부터 사용되어 온 러시아의 해군 선미기이다. |
|    | 1712년 ~ 1917년, 1991년 ~ | 러시아 해군 선수기        | 제국 때부터 사용되어 온 러시아의 해군 선수기이다. |
|    |                           | 러시아 공군의 기          | 러시아의 공군기이다.                              |
|    |                           | 러시아 공수군의 기        | 러시아의 공수부대기이다.                          |
|    |                           | 전략 로켓군의 기          | 러시아의 전략 로켓군의 기이다.                    |

## 옛 국기
| 기 | 날짜            | 용도                                                  | 비고 |
| -- | --------------- | ----------------------------------------------------- | --- |
|    | 1283년 ~ 1547년 | 모스크바 대공국의 국기                                | |
|    | 1438년 ~ 1552년 | 카잔 칸국의 국기                                      | |
|    | 1799년 ~ 1867년 | 러시아령 아메리카의 기                                | |
|    | 1858년 ~ 1896년 | 로마노프 왕조의 기(旗)                                | 검정, 노랑, 하양의 3색기이다. |
|    | 1858년 ~ 1917년 | 러시아 제국의 차르의 기                               | |
|    | 1914년 ~ 1917년 | 러시아 제국의 황제기                                  | |
|    | 1918년 ~ 1925년 | 러시아 소비에트 연방 사회주의 공화국의 국기 (variant) | 왼쪽에 키릴 문자 'РСФСР'이 쓰여져 있다. |
|    | 1920년 ~ 1937년 | 러시아 소비에트 연방 사회주의 공화국의 국기 (variant) | 왼쪽에 키릴 문자 'РСФСР'이 쓰여져 있다. |
|    | 1937년 ~ 1954년 | 러시아 소비에트 연방 사회주의 공화국의 국기 (variant) | 왼쪽에 키릴 문자 'РСФСР'이 쓰여져 있다. |
|    | 1954년 ~ 1991년 | 러시아 소비에트 연방 사회주의 공화국의 국기           | 옛 소련의 국기 왼쪽에 파랑색을 넣었다. |
|    | 1922년 ~ 1923년 | 소련의 국기                                           | 첫 번째 국기 |
|    | 1923년 ~ 1924년 | 소련의 국기                                           | 두 번째 국기 |
|    | 1924년 ~ 1936년 | 소련의 국기                                           | 세 번째 국기 |
|    | 1936년 ~ 1955년 | 소련의 국기                                           | 네 번째 국기이며 망치와 낫 부분이 수정되었다.                                                                                              |
|    | 1955년 ~ 1991년 | 소련의 국기                                           | 다섯 번째 국기이며 망치와 낫 부분이 수정되었다.                                                                                            |
|    | 1991년 ~ 1993년 | 러시아의 국기                                         | 소련 해체로 인해 소련 국기의 비율인 2:1에 맞춘 옛 삼색기를 부활시켰다. 1993년 이후 국기법을 새로 제정하여 현행 국기의 비율인 3:2가 되었다. |

## 연방주체의 기
다음은 러시아를 구성하는 연방주체의 기 목록이다.

### 공화국의 기

아디게야 공화국의 기
알타이 공화국의 기 (상세)
바시키르 공화국의 기
부랴트 공화국의 기
체첸 공화국의 기 (상세)
추바시 공화국의 기
다게스탄 공화국의 기
인구시 공화국의 기
카바르디노발카르 공화국의 기
칼미크 공화국의 기
카라차예보체르케스카야 공화국의 기
카렐리야 공화국의 기 (상세)
하카스 공화국의 기
코미 공화국의 기
마리옐 공화국의 기
마리옐 공화국의 기 (뒷면)
모르도바 공화국의 기
북오세티야 공화국의 기
사하 공화국의 기
타타르 공화국의 기
투바 공화국의 기
우드무르트 공화국의 기

### 변경주의 기

알타이 변경주의 기
캄차카 변경주의 기
하바롭스크 변경주의 기
크라스노다르 변경주의 기
크라스노야르스크 변경주의 기
페름 변경주의 기
프리모르스키 변경주의 기
스타브로폴 변경주의 기
자바이칼 변경주의 기

### 주의 기

아무르주의 기
아르한겔스크주의 기
아스트라한주의 기
벨고로드주의 기
브랸스크주의 기
첼랴빈스크주의 기
이르쿠츠크주의 기
이바노보주의 기
칼리닌그라드주의 기
칼루가주의 기
케메로보주의 기
키로프주의 기
코스트로마주의 기
쿠르간주의 기
쿠르스크주의 기
레닌그라드주의 기
리페츠크주의 기
마가단주의 기
모스크바주의 기
무르만스크주의 기
니즈니노브고로드주의 기
노브고로드주의 기
노보시비르스크주의 기
옴스크주의 기
오렌부르크주의 기
오룔주의 기
펜자주의 기
프스코프주의 기
로스토프주의 기
랴잔주의 기
사할린주의 기
사마라주의 기
사라토프주의 기
스몰렌스크주의 기
스베르들롭스크주의 기
탐보프주의 기
톰스크주의 기
트베리주의 기
툴라주의 기
튜멘주의 기
울리야놉스크주의 기
블라디미르주의 기
볼고그라드주의 기
볼로그다주의 기
보로네시주의 기
야로슬라블주의 기

### 연방시의 기

모스크바의 기
상트페테르부르크의 기

### 자치주의 기

유대인 자치주의 기

### 자치구의 기

축치 자치구의 기
한티만시 자치구의 기
네네츠 자치구의 기
야말로네네츠 자치구의 기

### 과거의 기

알타이 공화국의 기 (상세) (1992년)
바시키르 공화국의 기 (1992년)
이치케리야 체첸 공화국의 기 (1991년-2007년)
다게스탄 공화국의 기 (1994년-2003년)
인구시 공화국의 기 (1994년)
칼미크 공화국의 기 (1992년-1993년)
하카스 공화국의 기 (1992년-1993년)
하카스 공화국의 기 (1993년-2002년)
하카스 공화국의 기 (2002년-2003년)
코미 공화국의 기 (1991년)
마리옐 공화국의 기 (1992년-2006년)
마리옐 공화국의 기 (2006년-2011년)
모르도바 공화국의 기 (1995년-2008년)
타타르 공화국의 기 (1991년 제안)
투바 공화국의 기 (1992년)
코스트로마주의 기 (2000년-2006년)
펜자주의 기 (2002년-2022년)

#### 폐지된 연방주체

코미페르먀크 자치구
예벤키 자치구
타이미르 자치구
코랴크 자치구
아긴스크부랴트 자치구
우스티오르딘스키부랴트 자치구